# 丁羽彤
丁羽彤（1987年6月19日—），中国大陆知名模特儿、演员、歌手。

## 生平
丁羽彤出生于艺术世家，后就读于新加坡南洋艺术学院，毕业后就出演了电影《我们遥不可及的青春》、《四个丘比特》等影视作品，因田园写真被誉为“宅男女神”。

## 作品

### 电影
- 《我们遥不可及的青春》[2]
- 《四个丘比特》[2]
- 《中国往事》[2]
- 《尊严》[2]
- 《天若有情》[2]
- 《光荣岁月》[2]
- 《新街口》[2]

### 广告
- 佳雪芦荟保湿霜
- 重庆移动广告
- 依泉喷雾
- 黑白伊人服饰
- 贝德玛护肤保湿系列
- MAX无暇系列
- 韩世宝隐形眼镜